# Pórtico de los Dioses Consejeros
El Pórtico de los Dioses Consejeros (en latín, Porticus Deorum Consentium), a veces conocido como el Area degli Dii Consenti, es un pórtico que se encuentra en Roma, al pie de una antigua calzada romana que lleva hasta la colina Capitolina y al Templo de Júpiter en su cumbre. El Clivus Capitolinus ("Subida al Capitolio") giraba bruscamente a la cabecera del Foro Romano  donde este pórtico de mármol y material compuesto fue descubierto y reconstruido en el año 1835. 

## Ubicación
Situado en el extremo noroeste del Foro, cerca del Capitolio, entre el templo de Vespasiano y el templo de Saturno, al pie del Tabularium, este pórtico guardaría las estatuas doradas de los doce dioses llamados dii consentes.

## Historia
El pórtico debió edificarse en el siglo III a. C., o en el siglo II a. C., pero su forma actual data de la época flavia, a finales del siglo I. Deteriorado o destruido en el siglo III o el IV, fue reparado por Vecio Pretextrato, prefecto de la ciudad, en el año 367, dentro de una última tentativa de restaurar la religión romana. Fue así el último santuario en funcionamiento en el Foro (tales santuarios habían quedado prohibidos por la ley más de una década antes a favor del cristianismo). 
La inscripción dedicatoria de Pretextato con ocasión de esta restauración nos ha llegado:
[Deorum c]onsentium sacrosancta simulacra cum omni lo[ci totius adornatio]ne cultu in [formam antiquam restituto]
[V]ettius Praetextatus, v(ir) c(larissimus), pra[efectus u]rbi [reposuit]
curante Longeio [— v(ir) (clarissimus, c]onsul[ari]
Los restos de este pórtico se recuperaron en el año 1834, y fueron reconstruidos en 1858 sustituyendo las columnas que faltaban por columnas de travertino.

## Descripción
El edificio, de cuidadosa construcción, estaba formado por cámaras dispuestas en dos filas formando un ángulo muy abierto y frente a las cuales estaba un pórtico con columnas en mármol cipolino con capiteles corintios. Es probable que en estas habitaciones estuviesen las estatuas de oro, dispuestas de dos en dos de los Dii Consentes. El pórtico reposaba sobre una plataforma que incluía en el nivel inferior otras cámaras en parte ocultas por el podio del templo de Vespasiano. 
En doce habitaciones retranqueadas se cree que se colocaban los funcionarios judiciales.